# Fiscalía Antidroga
La Fiscalía Especial Antidroga, o simplemente, Fiscalía Antidroga, es una de las dos fiscalías especiales del Ministerio Fiscal de España. Se encuentra adscrita a la Fiscalía General del Estado, con competencia en todo el territorio nacional, y es responsable de investigar e intervenir en los procedimientos penales relacionados con las drogas y el blanqueo de capitales relacionado con estas.
Por la especial trascendencia de los delitos que abarca esta Fiscalía Especial, su actuación se lleva a cabo —aunque no exclusivamente— ante la Audiencia Nacional, pero no forma parte de la Fiscalía ante este tribunal de justicia. Precisamente, las oficinas centrales de este organismo fiscal se ubican en la séptima planta de la sede de este Alto Tribunal.
Al frente de la Fiscalía se halla un fiscal de la primera categoría —Fiscal de Sala del Tribunal Supremo—, con el título de Fiscal Jefe. La actual fiscal jefa de la Fiscalía Especial Antidroga es Rosa Ana Morán Martínez desde mayo de 2022.

## Atribuciones
Son funciones de la Fiscalía Especial Antidroga:
- Intervenir directamente en todos los procedimientos relativos al tráfico de drogas, estupefacientes y sustancias psicotrópicas, o blanqueo de capitales relacionado con dicho tráfico, que sean competencia de la Audiencia Nacional y de los Juzgados Centrales de Instrucción conforme a los artículos 65 y 88 de la Ley Orgánica del Poder Judicial.
- Investigar los hechos que presenten indicios de ser constitutivos de alguno de los delitos mencionados en el apartado anterior.
- Coordinar las actuaciones de las distintas Fiscalías en orden a la prevención y represión del tráfico ilegal de drogas y el blanqueo de capitales relacionado con dicho tráfico. Las Fiscalías de los Tribunales Militares colaborarán con la Fiscalía Antidroga en relación con los hechos cometidos en centros, establecimientos y unidades militares.
- Colaborar con la autoridad judicial en el control del tratamiento de los drogodependientes a quienes se haya aplicado la remisión condicional, recibiendo los datos precisos de los centros acreditados que participen en dicho tratamiento.

## Historia
La Fiscalía Antidroga se creó en 1984, a iniciativa del entonces fiscal general Luis Antonio Burón Barba. Se constituyó mediante el nombramiento realizado el 25 de abril de ese año de José Jiménez Villarejo como fiscal especial coordinador para la prevención y represión del tráfico de drogas.
En esta época, se estaba originando una nueva política de Estado frente al problema de la droga, que recibió su impulso definitivo en octubre de 1984, cuando el Congreso de los Diputados aprobó una moción que instaba al Gobierno de la Nación a elaborar «un plan de prevención contra la droga en que se contemple la reinsercion social de los drogadictos». Al año siguiente, el Gobierno aprobó el Plan Nacional sobre Drogas, que incluía reforzar las instituciones judiciales de represión del tráfico de drogas.
Según las crónicas de la época, el primer fiscal especial intentó —sin éxito— que las unidades policiales dedicadas a estos menesteres quedaran bajo la dependencia funcional del fiscal especial, con el objetivo de poder darles las órdenes e instrucciones precisas. Tal fueron los inconvenientes y la falta de cooperación que encontró que, a finales de 1985, pidió su cambio de destino, que se produjo a principios del año siguiente.
En 1988 las Cortes reformaron la estructura del Ministerio Fiscal para institucionalizar formalmente la «Fiscalía Especial para la Prevención y Represión del Tráfico Ilegal de Drogas», que quedó bajo la supervisión directa del fiscal general del Estado. Esta norma proporcionó a la fiscalía de una estructura permanente, además de definir propiamente sus funciones y dotarle de mayor autoridad, como fue la de poder «impartir a la Policía Judicial las órdenes e instrucciones que considere procedentes para el desempeño de sus funciones», tal y como había pedido cuatro años antes el fiscal Jiménez Villarejo. Su evolución a lo largo de la década de 1990 amplió sus competencias en materia de blanqueo de capitales cuando estuviera relacionado con el tráfico de drogas.
La reforma de 2007 hizo oficial su denominación oficiosa de «Fiscalía Antidroga».

## Organización
De acuerdo a la plantilla del Ministerio Fiscal aprobada por Real Decreto 422/2025, de 3 de junio, la Fiscalía Especial Antidroga está formada por un Fiscal Jefe de la primera categoría, un Teniente Fiscal y trece Fiscales, todos de la segunda categoría. Además de los fiscales, la Fiscalía también cuenta con funcionarios de la Administración de Justicia y de la Administración General del Estado para asistir administrativamente a los fiscales.
Por otra parte, además de la organización central, la Fiscalía Antidroga cuenta con numerosos fiscales delegados en provincias o municipios donde se requiere mayor atención por parte del Ministerio Fiscal. La Fiscalía Especial ejerce sobre estos delegados una tarea de coordinación y supervisión, y para ello cuenta con una Junta General de Fiscales.

## Fiscal Jefe Antidroga
El Fiscal Jefe de la Fiscalía Especial Antidroga es un fiscal de la primera categoría, nombrado por el rey, por conducto del Gobierno, a propuesta del fiscal general del Estado, oído el Consejo Fiscal, por un periodo de cinco años, renovables.

### Lista de fiscales jefes antidroga
Desde que se nombrara el primer fiscal especial antidroga en 1984, ocho personas han ocupado el cargo. De ellas, la que más tiempo permaneció en él fue José Ramón Noreña Salto, con 15 años y 213 días entre 2006 y 2022. La que menos, sin contar los periodos en los que lo ejerció interinamente, fue Javier Zaragoza, con 1 año y 163 días entre 2005 y 2006. Solamente Enrique Abad Fernández ha sido titular del cargo en más de una ocasión, siéndolo entre 1986 y 1988 y de 1992 a 1996. Por último, la primera mujer en desempeñarlo es Rosa Ana Morán Martínez, su actual titular.
     Teniente fiscal en funciones de fiscal jefe
| Fiscales jefes antidroga de España     |                         |                         |                    |
| Nombre                                 | Nombramiento            | Cese                    | Duración           |
| José Jiménez Villarejo (1929-2013)     | 25 de abril de 1984     | 18 de abril de 1986     | 1 año y 358 días   |
| Enrique Abad Fernández                 | 18 de abril de 1986     | 1988                    | Aprox. 2 años      |
| José Aparicio Calvo-Rubio (1930-2014)  | 27 de mayo de 1988      | 13 de noviembre de 1991 | 3 años y 170 días  |
| Javier Alberto Zaragoza Aguado (1955-) | 13 de noviembre de 1991 | 3 de julio de 1992      | 233 días           |
| Enrique Abad Fernández                 | 3 de julio de 1992      | 18 de noviembre de 1996 | 4 años y 138 días  |
| Javier Alberto Zaragoza Aguado (1955-) | 18 de noviembre de 1996 | 31 de octubre de 1997   | 347 días           |
| Juan Cesáreo Ortiz Úrculo (1939-)      | 31 de octubre de 1997   | 20 de octubre de 2000   | 2 años y 355 días  |
| José Ramón López-Fando Raynaud (1941-) | 20 de octubre de 2000   | 22 de abril de 2005     | 4 años y 184 días  |
| Javier Alberto Zaragoza Aguado (1955-) | 22 de abril de 2005     | 2 de octubre de 2006    | 1 año y 163 días   |
| José Ramón Noreña Salto (1952-)        | 2 de octubre de 2006    | 3 de mayo de 2022       | 15 años y 213 días |
| Rosa Ana Morán Martínez (1961-)        | 3 de mayo de 2022       |                         | 3 años y 58 días   |